# Väse tingslag
Väse tingslag var ett tingslag i Värmlands län i Östersysslets domsaga. 
Tingslaget inrättades 1680  och uppgick 1877 i Ölme, Visnum och Väse tingslag.

## Omfattning

### Socknarna i häraderna
- Väse härad